# Brechó

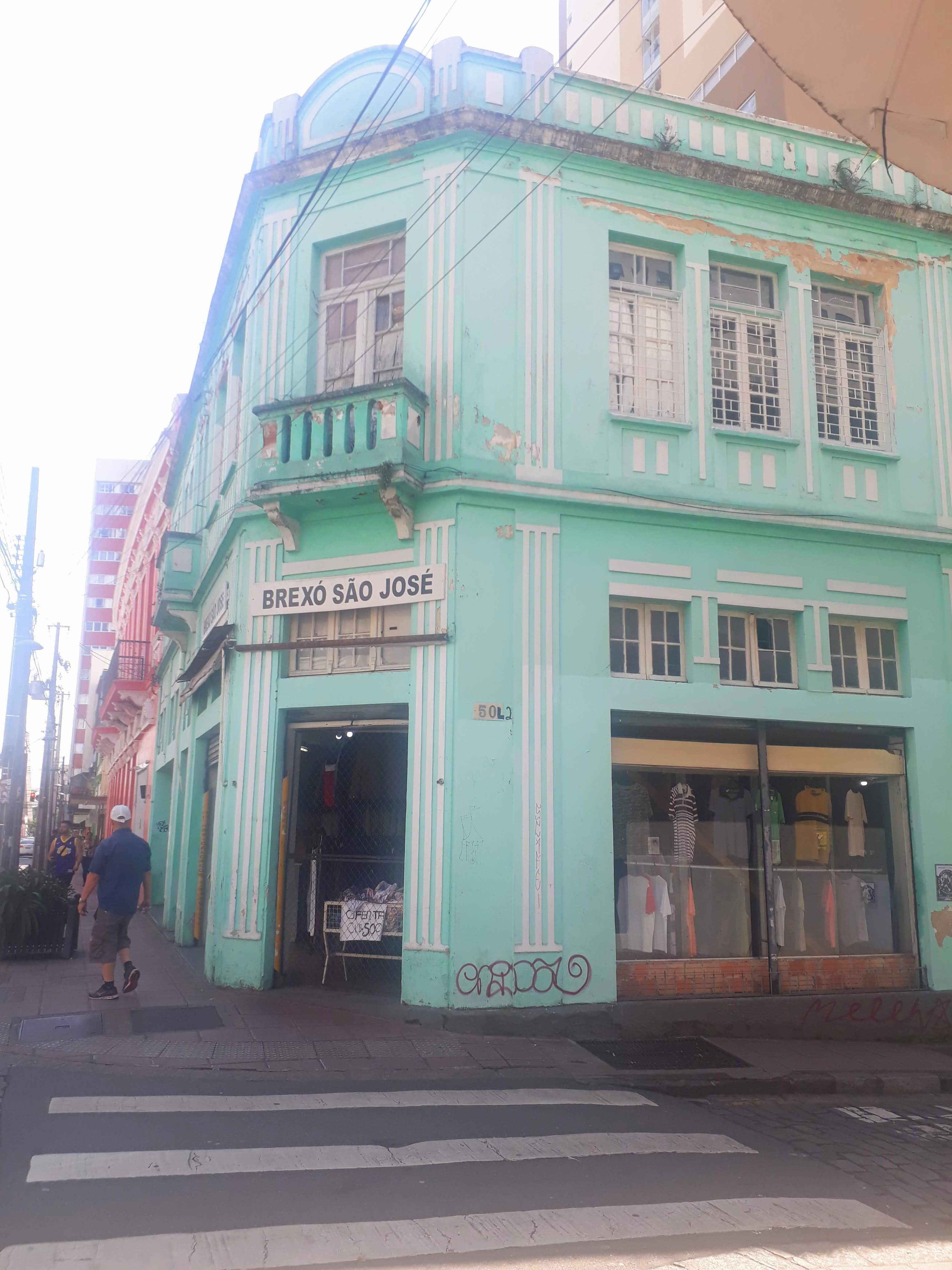
Exemplo de um brechó em Curitiba.

Um brechó (português brasileiro) ou adelo (português europeu) é uma loja de artigos usados, principalmente roupas, calçados, louças, objetos de arte, bijuterias e objetos de uso doméstico. Eles podem ser tanto no varejo físico quanto no comércio eletrônico.
Os sebos são seus equivalente, vendendo apenas livros, apesar de brechós também poderem vender livros. Geralmente atraem um público mais alternativo, artistas em geral e pessoas de baixa renda e/ou desempregados, bem como aqueles à procura de artigos originais e únicos. Alguns funcionam também por consignação (onde os donos dos objetos deixam os artigos no brechó e recebem uma parte na venda) e/ou por escambo (na base de trocas). Muitos brechós têm finalidade beneficente normalmente dentro de igreja, escolas ou locais públicos populares.
Nos últimos anos, com o crescimento das compras online, os brechós online se tornaram uma opção de negócio. Tanto que, segundo relatório do portal ThredUp, o mercado de roupas usadas teve um crescimento de 11% entre os anos de 2022 e 2023. E, de acordo com o Sebrae, o Brasil tinha mais de 118 mil brechós ativos em 2023, equivalendo a uma alta de 30,97%, ao longo dos últimos cinco anos.
DIFERENÇA ENTRE BAZAR E BRECHÓ NO BRASIL
Em resumo, a principal diferença entre um bazar e um brechó é que o bazar é um evento temporário que pode incluir diversos tipos de produtos, enquanto o brechó é uma loja permanente que se dedica exclusivamente à venda de roupas, calçados e acessórios de segunda mão.

## Origem
No século XIX um mascate chamado Belchior ficou conhecido por vender roupas e objetos de segunda mão no Rio de Janeiro. Com o tempo o nome se transformou por corruptela em "Brechó".
Aparece no conto Idéias de Canário de Machado de Assis, onde o protagonista logo no início adentra um estabelecimento por nome "belchior":
| “ | ... sucedeu que um tílburi à disparada, quase me atirou ao chão. Escapei saltando para dentro de uma loja de belchior... A loja era escura, atulhada das cousas velhas, tortas, rotas, enxovalhadas, enferrujadas que de ordinário se acham em tais casas, tudo naquela meia desordem própria do negócio. | ” |
|   | — Machado de Assis, Idéias de Canário. |   |